# Elezioni regionali in Calabria del 2014
Le elezioni regionali italiane del 2014 in Calabria si sono tenute il 23 novembre. Esse sono state indette anticipatamente rispetto alla scadenza naturale del mandato (marzo 2015) a causa delle dimissioni presentate dal presidente uscente Giuseppe Scopelliti e formalizzate il 29 aprile 2014. Le elezioni sono state vinte da Mario Oliverio, candidato del centrosinistra, con oltre il 61% dei voti. L'affluenza è stata del 44,07% rispetto al 59,26% precedente.

## Sistema elettorale
Le elezioni regionali del 2014 sono state le prime regolate dalla nuova legge elettorale regionale, approvata dal consiglio regionale l'11 settembre 2014 dopo i rilievi di costituzionalità mossi dal Governo Renzi sulla legge precedentemente approvata.
Non sono ammesse al riparto dei seggi le liste circoscrizionali il cui gruppo, anche se collegato a una lista regionale che ha superato la percentuale dell'8 per cento, non abbia ottenuto, nell'intera Regione, almeno il 4 per cento dei voti validi, inoltre il premio di maggioranza sarà del 55%.
La nuova legge modifica le circoscrizioni elettorali che non saranno più cinque (una per ogni provincia) ma tre: Catanzaro-Crotone-Vibo Valentia, Cosenza, Reggio Calabria. In totale i cittadini calabresi saranno chiamati ad eleggere 30 consiglieri a seguito della riforma dello Statuto calabrese che prima prevedeva 50 seggi.

## Primarie del centrosinistra
Il centrosinistra calabrese (PD e SEL) per scegliere il candidato alla presidenza della regione ha svolto le primarie il 5 ottobre 2014. I contendenti alla consultazione elettorale sono stati Mario Oliverio (presidente della Provincia di Cosenza) e Gianluca Callipo (sindaco di Pizzo Calabro) per il PD, il primo di area cuperliana e il secondo di area renziana, mentre SEL ha candidato il sindaco di Lamezia Terme Gianni Speranza. Le primarie sono state vinte da Mario Oliverio con il 55,1% dei voti, mentre Gianluca Callipo ha ottenuto il 38% e Speranza il 5%. L'affluenza alle urne è stata di 133.000 votanti.

## Candidati alla presidenza
I candidati alla presidenza, con le rispettive liste a sostegno - così come depositate in Corte d'Appello alla scadenza di legge delle ore 12 del 25 ottobre -, erano (in ordine alfabetico):
- Cono Cantelmi sostenuto dal Movimento 5 Stelle;
- Nico D'Ascola (NCD) sostenuto da Alternativa Popolari per la Calabria (NCD e UdC)[5];
- Wanda Ferro (FI) sostenuta da Forza Italia, da FdI-AN[6] e dalla lista Casa delle Libertà;
- Domenico Gattuso sostenuto da L'Altra Calabria (lista civica con al suo interno il PRC)[7];
- Mario Oliverio (PD) sostenuto da una coalizione di centrosinistra[8].

## Affluenza
Il corpo elettorale per le elezioni del 23 novembre 2014 risultava composto da 1.897.729 elettori. Alla chiusura dei seggi l'affluenza definitiva si è attestata al 44,08%, in aumento rispetto al 2010 del 15,19%.
| Provincia       | Affluenza | Variazione |
| --------------- | --------- | ---------- |
| Calabria        | 44,08%    | 15,19%     |
| Catanzaro       | 45,01%    | 16,85%     |
| Cosenza         | 44,46%    | 12,92%     |
| Reggio Calabria | 44,63%    | 18,03%     |
| Crotone         | 40,85%    | 12,08%     |
| Vibo Valentia   | 41,91%    | 15,51%     |

## Risultati elettorali
|                                                    | Mario Oliverio ✔️ Presidente | 490 229   | 61,41 | Partito Democratico                | 185 209 | 23,67 | 9  |  |  |
| Oliverio Presidente                                | Mario Oliverio ✔️ Presidente | 490 229   | 61,41 | 97 618                             | 12,48   | 5     |    |  |  |
| Democratici Progressisti                           | Mario Oliverio ✔️ Presidente | 490 229   | 61,41 | 56 928                             | 7,28    | 3     |    |  |  |
| Calabria in #Rete (ApI - AS - ID - Moderati - PRI) | Mario Oliverio ✔️ Presidente | 490 229   | 61,41 | 40 763                             | 5,21    | 1     |    |  |  |
| La Sinistra (SEL - IdV - PCdI)                     | Mario Oliverio ✔️ Presidente | 490 229   | 61,41 | 34 120                             | 4,36    | 1     |    |  |  |
| Autonomia e Diritti                                | Mario Oliverio ✔️ Presidente | 490 229   | 61,41 | 29 312                             | 3,75    | –     |    |  |  |
| Centro Democratico                                 | Mario Oliverio ✔️ Presidente | 490 229   | 61,41 | 26 831                             | 3,43    | –     |    |  |  |
| Nuovo CDU                                          | Mario Oliverio ✔️ Presidente | 490 229   | 61,41 | 12 007                             | 1,53    | –     |    |  |  |
|                                                    | Wanda Ferro                  | 188 288   | 23,59 | Forza Italia                       | 96 066  | 12,28 | 5  |  |  |
| Casa delle Libertà                                 | Wanda Ferro                  | 188 288   | 23,59 | 67 189                             | 8,59    | 3     |    |  |  |
| Fratelli d'Italia - Alleanza Nazionale             | Wanda Ferro                  | 188 288   | 23,59 | 19 353                             | 2,47    | –     |    |  |  |
|                                                    | Nico D'Ascola                | 69 521    | 8,71  | Nuovo Centrodestra                 | 47 574  | 6,08  | 3  |  |  |
| Unione di Centro                                   | Nico D'Ascola                | 69 521    | 8,71  | 21 020                             | 2,69    | –     |    |  |  |
|                                                    | Cono Cantelmi                | 39 658    | 4,97  | Movimento 5 Stelle                 | 38 345  | 4,90  | –  |  |  |
|                                                    | Domenico Gattuso             | 10 567    | 1,32  | L'Altra Calabria (ALBA - AC - PRC) | 10 062  | 1,29  | –  |  |  |
| Totale                                             | Totale                       | 798 263   | 100   |                                    | 782 397 | 100   | 30 |  |  |
|                                                    |                              |           |       |                                    |         |       |    |  |  |
| Schede bianche                                     | Schede bianche               | 9 931     | 1,19  |                                    |         |       |    |  |  |
| Schede nulle                                       | Schede nulle                 | 28 337    | 3,39  |                                    |         |       |    |  |  |
| Votanti                                            | Votanti                      | 836 531   | 44,08 |                                    |         |       |    |  |  |
| Elettori                                           | Elettori                     | 1 897 729 |       |                                    |         |       |    |  |  |
|                                                    |                              |           |       |                                    |         |       |    |  |  |
| Fonte: Ministero dell'interno                      |                              |           |       |                                    |         |       |    |  |  |

## Consiglieri eletti
| Collegio                                                | Lista                     | Eletto                   | Preferenze |
| ------------------------------------------------------- | ------------------------- | ------------------------ | ---------- |
| Circoscrizione centro (Catanzaro-Crotone-Vibo Valentia) | Partito Democratico       | Antonio Scalzo           | 12712      |
| Circoscrizione centro (Catanzaro-Crotone-Vibo Valentia) | Partito Democratico       | Vincenzo Antonio Ciconte | 12133      |
| Circoscrizione centro (Catanzaro-Crotone-Vibo Valentia) | Partito Democratico       | Michelangelo Mirabello   | 9883       |
| Circoscrizione centro (Catanzaro-Crotone-Vibo Valentia) | Lista Oliverio presidente | Vincenzo Pasqua          | 4628       |
| Circoscrizione centro (Catanzaro-Crotone-Vibo Valentia) | Calabria in rete          | Flora Sculco             | 9139       |
| Circoscrizione centro (Catanzaro-Crotone-Vibo Valentia) | Democratici progressisti  | Arturo Bova              | 2924       |
| Circoscrizione centro (Catanzaro-Crotone-Vibo Valentia) | Forza Italia              | Domenico Tallini         | 9939       |
| Circoscrizione centro (Catanzaro-Crotone-Vibo Valentia) | Forza Italia              | Nazzareno Salerno        | 8991       |
| Circoscrizione centro (Catanzaro-Crotone-Vibo Valentia) | Casa delle Libertà        | Giuseppe Mangialavori    | 7199       |
| Circoscrizione centro (Catanzaro-Crotone-Vibo Valentia) | Nuovo Centrodestra        | Sinibaldo Esposito       | 6401       |
| Circoscrizione nord Cosenza                             | Partito Democratico       | Carlo Guccione           | 14797      |
| Circoscrizione nord Cosenza                             | Partito Democratico       | Giuseppe Aieta           | 8630       |
| Circoscrizione nord Cosenza                             | Partito Democratico       | Domenico Bevacqua        | 8323       |
| Circoscrizione nord Cosenza                             | Lista Oliverio presidente |                          |            |
| Circoscrizione nord Cosenza                             | Orlandino Greco           | 7855                     |            |
| Circoscrizione nord Cosenza                             | Franco Sergio             | 6662                     |            |
| Circoscrizione nord Cosenza                             | Mauro D'Acri              | 6545                     |            |
| Circoscrizione nord Cosenza                             | Democratici progressisti  | Giuseppe Giudiceandrea   | 5461       |
| Circoscrizione nord Cosenza                             | Forza Italia              | Fausto Orsomarso         | 8094       |
| Circoscrizione nord Cosenza                             | Forza Italia              | Giuseppe Morrone         | 7288       |
| Circoscrizione nord Cosenza                             | Casa delle Libertà        | Giuseppe Graziano        | 9041       |
| Circoscrizione nord Cosenza                             | Nuovo Centrodestra        | Giuseppe Gentile         | 11018      |
| Circoscrizione sud Reggio Calabria                      | Partito Democratico       | Sebastiano Romeo         | 12288      |
| Circoscrizione sud Reggio Calabria                      | Partito Democratico       | Nicola Irto              | 12014      |
| Circoscrizione sud Reggio Calabria                      | Partito Democratico       | Domenico Battaglia       | 10450      |
| Circoscrizione sud Reggio Calabria                      | Lista Oliverio presidente | Francesco D'Agostino     | 7942       |
| Circoscrizione sud Reggio Calabria                      | Democratici progressisti  | Giuseppe Neri            | 5000       |
| Circoscrizione sud Reggio Calabria                      | SEL                       | Giovanni Nucera          | 3315       |
| Circoscrizione sud Reggio Calabria                      | Casa delle Libertà        | Francesco Cannizzaro     | 6109       |
| Circoscrizione sud Reggio Calabria                      | Forza Italia              | Alessandro Nicolò        | 7046       |
| Circoscrizione sud Reggio Calabria                      | Nuovo Centrodestra        | Giovanni Arruzzolo       | 5920       |

### Composizione del Consiglio regionale
| Gruppi consiliari                   | Gruppi consiliari                   | Seggi |
| ----------------------------------- | ----------------------------------- | ----- |
|                                     | Partito Democratico                 | 9     |
|                                     | Oliverio presidente                 | 5     |
|                                     | Democratici Progressisti            | 3     |
|                                     | Calabria in rete                    | 1     |
|                                     | La Sinistra                         | 1     |
| Totale coalizione di centrosinistra | Totale coalizione di centrosinistra | 19    |
|                                     | Forza Italia                        | 5     |
|                                     | Casa delle Libertà                  | 3     |
| Totale coalizione di centrodestra   | Totale coalizione di centrodestra   | 8     |
|                                     | Nuovo Centrodestra                  | 3     |
| Totale                              | Totale                              | 30    |